# Дарничанка
«Дарнича́нка» — заслужений народний ансамбль пісні і танцю України.

## Історія
Колектив створений у 1962 при Будинку культури Київського комбінату штучного волокна (нині ВАТ «Київхімволокно»). У 1964 колективу було присвоєно звання народний, а в 1967 році Постановою Президії Верховної Ради України — заслужений ансамбль пісні і танцю Української РСР.

## Художні керівники
- 1962—1974 — заслужений діяч мистецтв України, доктор мистецтвознавства, професор Кім Василенко.
- 1974—1977 — народний артист України Анатолій Пашкевич.
- 1977—1982 — заслужений діяч мистецтв України Григорій Куляба.
- 1982—1992 — заслужений артист України Валентин Швиденко.
- З 1992 — заслужений працівник культури України, професор Інституту мистецтв Київського національного університету культури і мистецтв, старший науковий співробітник Українського центру культурних досліджень, секретар Національної всеукраїнської музичної спілки Петро Андрійчук.

## Концертмейстери
- Володимир Якимчук. Лауреат Міжнародного конкурсу баяністів та акордеоністів (2002, Монтезе, Італія). Старший викладач Національного університету біоресурсів і природокористування України. Нагороджений Почесною грамотою Міністерства культури і мистецтв України (2002, 2005), Грамотою (2002) та медаллю «Будівничий України» (2007) ВУТ «Просвіта», Подякою Федерації профспілок України (2007), Подякою (1997) та Подякою і годинником голови КМДА (2002), Подякою Київського міського голови (2010), Подяками Ватутінської (1996) та Дніпровської (1999) у м. Києві РДА, Почесною грамотою Київської міської ради профспілок (2002).
- Віталій Бондаренко. Дипломант Міжнародного конкурсу баяністів (С-Петербург, 2003). Нагороджений Почесною грамотою Міністерства культури і мистецтв України (2002), Грамотою ВУТ «Просвіта» (2002, 2007), Подякою і годинником голови КМДА (2002), Подякою Київського міського голови (2010), Подякою і годинником Деснянської у м. Києві РДА (2007), Грамотою Київської міської ради профспілки працівників хімічних та нафтохімічних галузей промисловості України (2000).

## Діяльність
«Дарничанка» щорічно дає близько 60 концертів по всій України. За роки незалежності України з програмою «Єднаймося, люба родино» ансамбль концертував у 18 областях України, а впродовж своєї історії репрезентував українське національне мистецтво в Австрії, Болгарії, Італії, Литві, Німеччині, Польщі, Росії, Румунії, Словаччині, Фінляндії, Франції, Чехії.
Також «Дарничанка» виступає у малих формах:
- Дует Леонард Чаплінський (бас) та Віктор Роспоп (тенор)
- Лауреат всеукраїнського пісенного фестивалю імені Михайла Машкіна квінтет: Світлана Чумакова (сопрано), Юлія Колесник (альт), Віктор Роспоп (тенор), Віктор Дубина (бас), Леонард Чаплінський (бас)

## Нагороди
- Лауреат літературно-мистецької премії імені Дмитра Луценка «Осіннє золото» (2007).
- Гран-Прі IV Всеукраїнського фестивалю-конкурсу колективів народно-хорового співу ім. Порфирія Демуцького (2004).
- Лауреат багатьох українських і міжнародних конкурсів та фестивалів.

## Фільмографія та дискографія
Про творчість ансамблю створено телевізійні музичні фільми «Їхав козак» (УТ, 1995) і «Співуча „Дарничанка“» (УТ, 2003).
Колектив брав участь в озвученні і зйомках фільмів: «Червоне вино перемоги» (1990), «Сьома каблучка чаклунки» (1999). «Вечори на хуторі поблизу Диканьки» (2001), «Сорочинський ярмарок» (2004), «Коли її зовсім не чекаєш» (2007), першого вітчизняного телесеріалу «Роксолана» (1996).
Понад два десятки творів записано у фонд Українського радіо.
У творчому доробку ансамблю — аудіоальбом «Єднаймося, люба Родино» (1999), нотні збірки «Дорога до мами» з піснями Віталія Лазаренка («Джура», Тернопіль, 2002), «Співає народний хор» («Музична Україна», Київ, 2004), «Співає „Дарничанка“» («Музична Україна», Київ, 2004).

## Фотогалерея «Дарничанки»

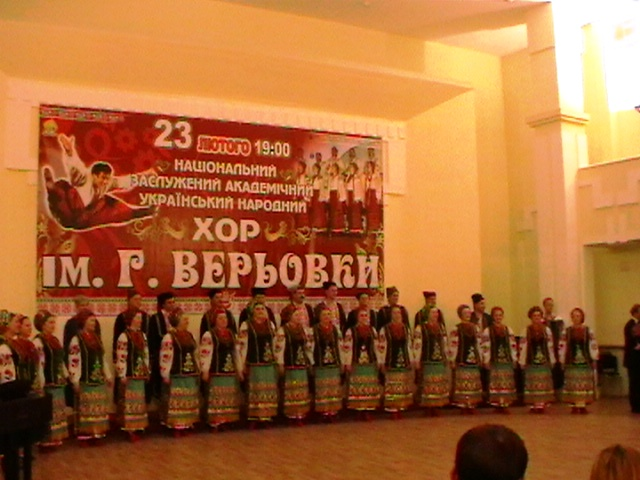
«Дарничанка» на концерті в Києві 20 листопада 2010 р., присвяченому закриттю конкурсу хорового мистецтва ім. Порфірія Демуцького.
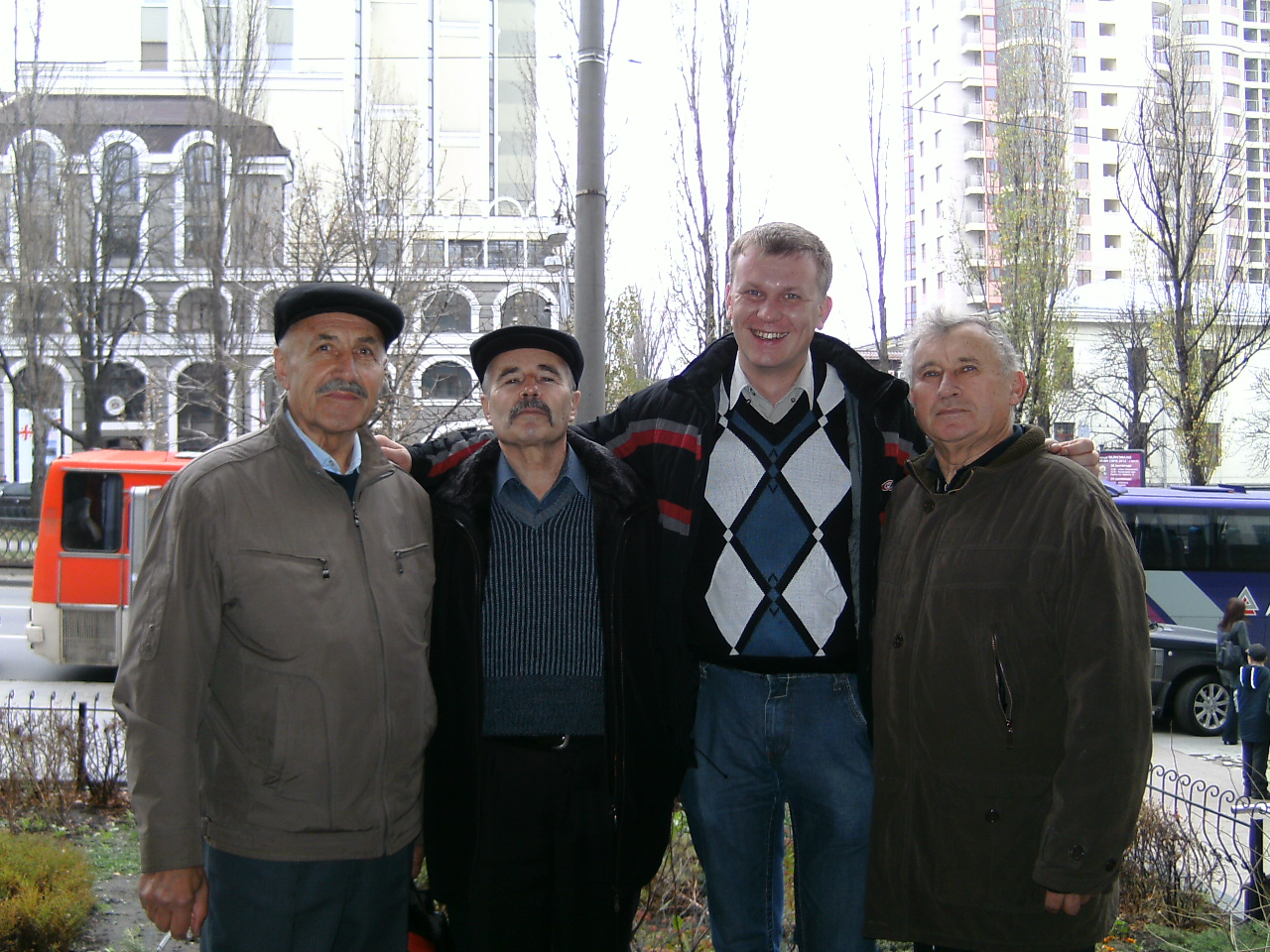
Перед концертом. м. Київ, 20 листопада 2010 р.
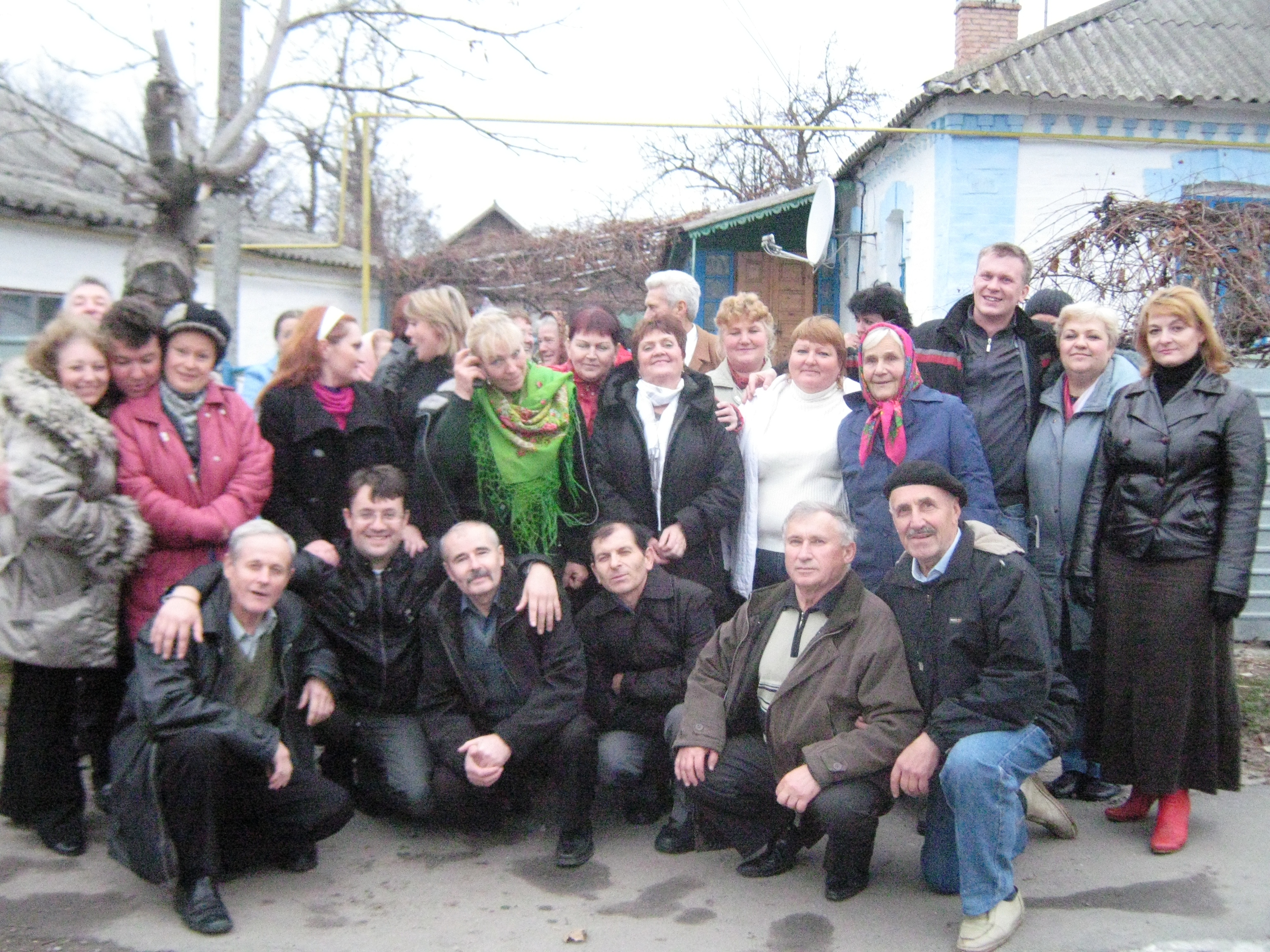
Після концерту. м. Погребище Вінницької області, 18 листопада 2010 р.